# Aleksandr Moguilny
Temple de la renommée : 2025
Temple de la renommée russe : 2014
Aleksandr Guennadievitch Moguilny - en russe : Александр Геннадиевич Могильный, en anglais : Alexander Mogilny - (né le 18 février 1969 à Khabarovsk en URSS), est un joueur professionnel russe de hockey sur glace. Il a obtenu la nationalité américaine. Il est un des rares joueurs à avoir gagné la Coupe Stanley, le Championnat du monde et les Jeux olympiques faisant de lui un membre du Club Triple Or.

## Carrière de joueur
Moguilny a commencé sa carrière dans son pays natal en jouant pour le HK CSKA Moscou sur la même ligne que Sergueï Fiodorov et Pavel Boure. Après avoir remporté trois fois le championnat d'URSS avec le CSKA et les Jeux olympiques de Calgary avec l'équipe d'URSS, il quitte clandestinement le pays en 1989 et rejoint l'Amérique du Nord pour jouer pour les Sabres de Buffalo de la Ligue nationale de hockey.
En effet, début 1988 il est choisi par ces derniers au cours du repêchage d'entrée dans la LNH en tant que 89e choix. Il choisit alors le numéro 89 en référence à son classement et à l'année de son départ pour l'Amérique du Nord.
Aleksandr Moguilny n'a mis que 20 secondes à son premier match pour compter son premier but dans la LNH, ce qui fait le joueur ayant compté son premier but le plus rapidement possible.
Pendant les années 1990, il joue pour les Sabres, pour les Canucks de Vancouver et les Devils du New Jersey. Avec ces derniers, il remporte en 2000, la Coupe Stanley.
En 2001, il rejoint les Maple Leafs de Toronto en tant qu'agent libre et devient rapidement un des joueurs clés de la franchise. Malheureusement pour lui, en 2003-2004, il se blesse à la hanche et manque la fin de la saison pour subir une opération.
Après la saison annulée de 2004-2005 en LNH, il re-signe avec les Devils pour 7 millions de dollars sur deux saisons mais il est mis en ballotage par la direction des Devils pour alléger la masse salariale.
Non réclamé, il se retrouve alors assigné à la franchise de ligue mineure des River Rats d'Albany de la Ligue américaine de hockey afin de permettre aux Devils de réintégrer Patrik Eliáš dans leur effectif. Avec 473 buts dans la LNH, il est le joueur avec le plus grand nombre de buts faisant ses débuts dans la LAH.
Au début de la saison 2006-2007, il aurait servi de guide à Ievgueni Malkine pour lui faire découvrir Los Angeles et lui transmettre son expérience dans la LNH et à propos de l'URSS.
Il souffre actuellement toujours de sa hanche. Il est dirigeant de l'Amour Khabarovsk.

## Trophées et honneurs
Aleksandr Moguilny a été le premier joueur de hockey européen à être le meilleur buteur de la Ligue nationale de hockey (en 1993 il marque 76 buts, le même total que Teemu Selänne). Cette même année, il inscrit 50 buts à son 46e match mais la LNH ne valide pas ce record car en fait son 46e match correspond au 53e de son équipe. Il est également le premier Russe à être sélectionné dans la première équipe d'étoiles de la LNH.
Il fait partie des joueurs de la LNH avec 1000 points. Il est le deuxième Russe à avoir franchi ce cap des 1000 points, juste après son compatriote Sergueï Fiodorov. Mais Sergueï Fiodorov avoue qu'Aleksandr Moguilny aurait dû franchir ce cap avant lui, car Moguilny a eu beaucoup de blessures.
En 2003, il reçoit le trophée Lady Byng pour son esprit sportif.
Il joua le Match des étoiles de la Ligue nationale de hockey en 1992, 1993, 1994, 1996 et 2001.

## Carrière internationale
Il a joué pour l'équipe d'URSS lors des compétitions suivantes :
- Jeux olympiques de 1988 à Calgary (Canada) (médaille d'or).
- Championnat du monde junior : 1988 et 1989 (médaille d'or)
- Championnat du monde : 1989 (médaille d'or)

Il a joué pour l'équipe de Russie lors des compétitions suivantes :
- Coupe du monde de hockey : 1996

## Statistiques

### En club
| Saison     | Équipe                 | Ligue      |     | Saison régulière | Saison régulière | Saison régulière | Saison régulière | Saison régulière | Saison régulière |    | Séries éliminatoires | Séries éliminatoires | Séries éliminatoires | Séries éliminatoires | Séries éliminatoires | Séries éliminatoires |
| Saison     | Équipe                 | Ligue      | PJ  | B                | A                | Pts              | Pun              | +/-              | PJ               | B  | A                    | Pts                  | Pun                  | +/-                  |                      |                      |
| 1986-1987  | CSKA Moscou            | URSS       | 28  | 15               | 1                | 16               | 4                |                  | -                | -  | -                    | -                    | -                    | -                    |                      |                      |
| 1987-1988  | CSKA Moscou            | URSS       | 39  | 12               | 8                | 20               | 14               |                  | -                | -  | -                    | -                    | -                    | -                    |                      |                      |
| 1988-1989  | CSKA Moscou            | URSS       | 31  | 11               | 11               | 22               | 24               |                  | -                | -  | -                    | -                    | -                    | -                    |                      |                      |
| 1989-1990  | Sabres de Buffalo      | LNH        | 65  | 15               | 28               | 43               | 16               | +8               | 4                | 0  | 1                    | 1                    | 2                    | -2                   |                      |                      |
| 1990-1991  | Sabres de Buffalo      | LNH        | 62  | 30               | 34               | 64               | 16               | +14              | 6                | 0  | 6                    | 6                    | 2                    | -1                   |                      |                      |
| 1991-1992  | Sabres de Buffalo      | LNH        | 67  | 39               | 45               | 84               | 73               | +7               | 2                | 0  | 2                    | 2                    | 0                    | -1                   |                      |                      |
| 1992-1993  | Sabres de Buffalo      | LNH        | 77  | 76               | 51               | 127              | 40               | +7               | 7                | 7  | 3                    | 10                   | 6                    | +2                   |                      |                      |
| 1993-1994  | Sabres de Buffalo      | LNH        | 66  | 32               | 47               | 79               | 22               | +8               | 7                | 4  | 2                    | 6                    | 6                    | +1                   |                      |                      |
| 1994-1995  | Spartak Moscou         | Superliga  | 1   | 0                | 1                | 1                | 0                |                  | -                | -  | -                    | -                    | -                    | -                    |                      |                      |
| 1994-1995  | Sabres de Buffalo      | LNH        | 44  | 19               | 28               | 47               | 36               | 0                | 5                | 3  | 2                    | 5                    | 2                    | -6                   |                      |                      |
| 1995-1996  | Canucks de Vancouver   | LNH        | 79  | 55               | 52               | 107              | 16               | +14              | 6                | 1  | 8                    | 9                    | 8                    | -1                   |                      |                      |
| 1996-1997  | Canucks de Vancouver   | LNH        | 76  | 31               | 42               | 73               | 18               | +9               | -                | -  | -                    | -                    | -                    | -                    |                      |                      |
| 1997-1998  | Canucks de Vancouver   | LNH        | 51  | 18               | 27               | 45               | 36               | -6               | -                | -  | -                    | -                    | -                    | -                    |                      |                      |
| 1998-1999  | Canucks de Vancouver   | LNH        | 59  | 14               | 31               | 45               | 58               | 0                | -                | -  | -                    | -                    | -                    | -                    |                      |                      |
| 1999-2000  | Canucks de Vancouver   | LNH        | 47  | 21               | 17               | 38               | 16               | +7               | -                | -  | -                    | -                    | -                    | -                    |                      |                      |
| 1999-2000  | Devils du New Jersey   | LNH        | 12  | 3                | 3                | 6                | 4                | -4               | 23               | 4  | 3                    | 7                    | 4                    | +1                   |                      |                      |
| 2000-2001  | Devils du New Jersey   | LNH        | 75  | 43               | 40               | 83               | 43               | +10              | 25               | 5  | 11                   | 16                   | 8                    | +3                   |                      |                      |
| 2001-2002  | Maple Leafs de Toronto | LNH        | 66  | 24               | 33               | 57               | 8                | +1               | 20               | 8  | 3                    | 11                   | 8                    | +1                   |                      |                      |
| 2002-2003  | Maple Leafs de Toronto | LNH        | 73  | 33               | 46               | 79               | 12               | +4               | 6                | 5  | 2                    | 7                    | 4                    | +2                   |                      |                      |
| 2003-2004  | Maple Leafs de Toronto | LNH        | 37  | 8                | 22               | 30               | 12               | +9               | 13               | 2  | 4                    | 6                    | 8                    | -1                   |                      |                      |
|            |                        |            |     |                  |                  |                  |                  |                  |                  |    |                      |                      |                      |                      |                      |                      |
| 2005-2006  | Devils du New Jersey   | LNH        | 34  | 12               | 13               | 25               | 6                | -7               | -                | -  | -                    | -                    | -                    | -                    |                      |                      |
| 2005-2006  | River Rats d'Albany    | LAH        | 19  | 4                | 10               | 14               | 17               | -4               | -                | -  | -                    | -                    | -                    | -                    |                      |                      |
| Totaux LNH | Totaux LNH             | Totaux LNH | 990 | 473              | 559              | 1 032            | 432              | +81              | 124              | 39 | 47                   | 86                   | 58                   | -2                   |                      |                      |

### En équipe nationale
| Année | Équipe      | Compétition     |    | PJ | B | A  | Pts | Pun | +/-                    |  | Résultat |
| 1987  | URSS junior | CM Jr.          |    |    |   |    |     |     | Équipe disqualifiée    |  |          |
| 1988  | URSS junior | CM Jr.          | 7  | 9  | 9 | 18 | 2   |     | Médaille d'argent      |  |          |
| 1988  | URSS        | Jeux olympiques | 6  | 3  | 2 | 5  | 2   | +5  | Médaille d'or          |  |          |
| 1989  | URSS junior | CM Jr.          | 7  | 5  | 5 | 12 | 4   |     | Médaille d'or          |  |          |
| 1989  | URSS        | CM              | 10 | 0  | 3 | 3  | 2   | +10 | Médaille d'or          |  |          |
| 1996  | Russie      | CdM             | 5  | 2  | 4 | 6  | 0   |     | Défaite en demi-finale |  |          |

### Transaction en carrière
- 8 juillet 1995. Échangé aux Canucks de Vancouver par les Sabres de Buffalo avec le choix du 5e tour de Buffalo (Todd Norman) au Repêchage de la LNH de 1995 pour Michael Peca, Mike Wilson (en) et le choix de 1er tour de Vancouver (Jay McKee) au Repêchage de la LNH de 1995.
- 14 mars 2000. Échangé aux Devils du New Jersey par les Canucks de Vancouver pour Brendan Morrison et Denis Pederson.
- 3 juillet 2001. Signe un contrat comme agent libre avec les Maple Leafs de Toronto.
- 17 août 2005. Signe un contrat comme agent libre avec les Devils du New Jersey.